# Deir el-Gebrawi
Deir el-Gebrawi (arabisch دير الجبراوي, DMG Dair al-Ǧabrāwī) ist ein Dorf in Mittelägypten, etwa 12 km östlich der heutigen Stadt Manfalut auf der Ostseite des Nils. Deir el-Gebrawi liegt im Markaz Abnūb des Gouvernement Asyut, beim Zensus 2006 wurden 3055 Einwohner gezählt.
Deir el-Gebrawi ist namensgebend für eine nahe gelegene Nekropole aus pharaonischer Zeit. Die Nekropole verteilt sich auf zwei voneinander getrennte Felswände, das „Northern Cliff“ und das „Southern Cliff“. Während des ausgehenden Alten Reiches und vielleicht noch während der Ersten Zwischenzeit entstanden hier etwa 120 Felsgräber, von denen 16 bildliche Darstellungen und Inschriften besitzen. Von besonderer Bedeutung sind die Gräber mehrerer Gaufürsten des 12. oberägyptischen Gaues, die teilweise auch andere sehr hohe Staatsämter wie das des Wesirs oder eines Vorstehers von Oberägypten bekleideten. Zu diesen Gräbern zählen in der südlichen Gruppe die des Ibi und des Djau, sowie in der nördlichen Gruppe diejenigen von Henqu I., Hemre I., Henqu II. und Hemre II.

## Forschungsgeschichte
Die Nekropole wurde bereits seit der Mitte des 19. Jahrhunderts von verschiedenen Forschern besucht, eine erste ausführliche Beschreibung unternahm allerdings erst Norman de Garis Davies im Jahr 1900. Davies konzentrierte sich bei seiner Arbeit hauptsächlich auf die Südgruppe der Gräber. Eine ausführliche Dokumentation der Nordgruppe erfolgte erst 2004 durch Naguib Kanawati. Hierbei zeigte sich bei vielen Gräbern eine starke Verschlechterung des Erhaltungszustandes, was vor allem auf die Tätigkeit von Grabräubern zurückzuführen ist, die in den 1970er Jahren Wanddekorationen entfernten.

## Liste der dekorierten Gräber

### Nordgruppe

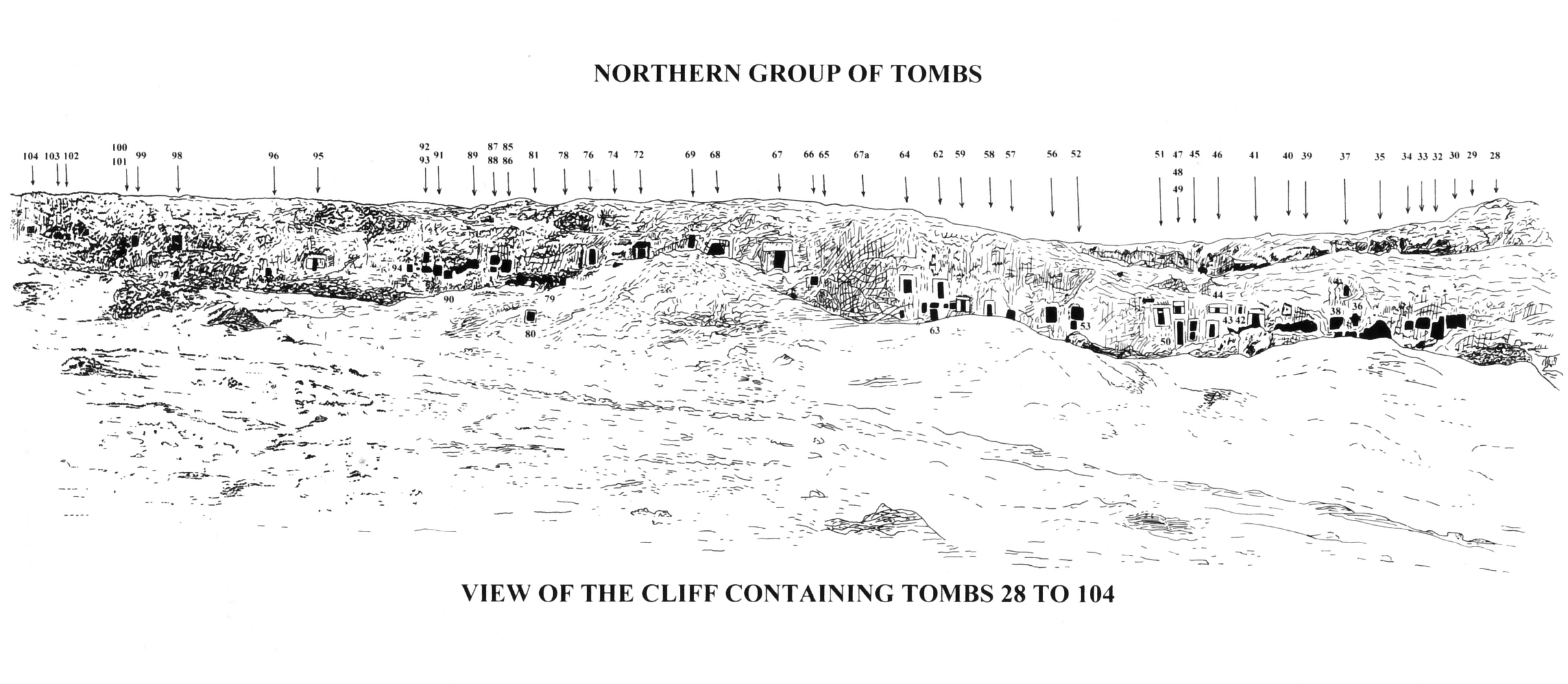
Die nördliche Gräbergruppe

| Nr. | Name             | Titel (Auswahl)                                                             | Anmerkungen    |
| --- | ---------------- | --------------------------------------------------------------------------- | -------------- |
| N38 | Nebib            |                                                                             |                |
| N39 | Henqu I./Cheteti | Vorsteher von Oberägypten, Gaufürst des 12. oberägyptischen Gaues           |                |
| N46 | Hemre II./Isi    | Gaufürst des 12. oberägyptischen Gaues                                      |                |
| N67 | Henqu II./Iy…f   | Gaufürst des 12. oberägyptischen Gaues, Wesir, Vorsteher der Pyramidenstadt | Sohn Henqus I. |
| N72 | Hemre I./Isi     | Gaufürst des 12. oberägyptischen Gaues, Wesir                               | Sohn Henqus I. |
| N95 | Name verloren    |                                                                             |                |

### Südgruppe
| Nr. | Name          | Titel (Auswahl) | Anmerkungen           |
| --- | ------------- | --- | --------------------- |
| S2  | Hetepnebi     | Erster Freund |                       |
| S8  | Ibi           | Vorsteher des Südens, Gaufürst des 12. oberägyptischen Gaues, Vorsteher der Beiden Scheunen, Vorsteher der Beiden Schatzhäuser, Oberster Gottesdiener der Pyramide Pepis II. |                       |
| S12 | Djau/Schemai  | Vorsteher des Südens, Gaufürst des 12. oberägyptischen Gaues, Vorsteher der Beiden Scheunen, Vorsteher der Beiden Schatzhäuser, Oberster Gottesdiener der Pyramide Pepis II. | Sohn von Ibi (S8)     |
| S12 | Djau          | Gaufürst des 12. oberägyptischen Gaues, Zweiter Gottesdiener der Pyramide Pepis II.                                                                                          | Sohn von Djau/Schemai |
| S14 | Weha          | Einziger Freund |                       |
| S16 | Techyt        | Einzige königliche Konkubine |                       |
| S28 | Senebsen      | |                       |
| S33 | Merut         | |                       |
| S41 | Nefertepwa    | Einziger Freund |                       |
| S42 | Nefernefchetu | |                       |